# Ethyn
Ethyn of acetyleen (IUPAC-naam) is het eenvoudigste alkyn. Ethyn is een lineair molecuul met een inversiepunt. De puntgroep van het molecuul is D∞h.
Ethyn is in 1836 door de scheikundige Edmund Davy uit Ierland ontdekt, maar raakte daarna enigszins in de vergetelheid totdat Marcellin Berthelot het in 1860 herontdekte en er toen de naam acetyleen aan gaf. Ierland viel in de 19e eeuw nog onder Brits gezag.
Ethyn waaraan één waterstofatoom is onttrokken is het eenvoudigste voorbeeld van een alkynylgroep, dus van een functionele groep als de nadruk moet worden gelegd op de interactie tussen de drievoudige binding en de eraan gekoppelde substituent.
Het is een reactief gas met zeer brede explosiegrenzen in mengsels met lucht, wat wil zeggen dat het in een breed concentratiegebied, van 2,5% - 82%, met lucht een explosief mengsel vormt.

## Synthese
Het kan in een laboratorium worden bereid door langzaam water op calciumcarbide te druppelen:
{\displaystyle {\ce {CaC2 + 2 H2O -> C2H2 + Ca(OH)2}}}
Een tweede mogelijkheid om ethyn te produceren is door de pyrolyse van methaan bij een temperatuur hoger dan 1400 °C. Doordat dehydrogenering van alkanen al rond 700 - 900 °C optreedt, wordt uit het geproduceerde ethaan snel etheen gevormd dat bij nog hogere temperatuur waterstof verliest.
{\displaystyle {\ce {CH4->{CH3^{.}}+H^{.}}}}
{\displaystyle {\ce {2{CH3^{.}}->C2H6}}}
{\displaystyle {\ce {C2H6 -> C2H4 + H2 -> C2H2 + 2 H2}}}

## Toepassingen
Ethyn wordt samen met zuivere zuurstof gebruikt in apparatuur voor autogeen lassen vanwege de bijzonder hete vlam. Het wordt voor autogeen lassen meestal in hogedrukcilinders vervoerd waarbij het in aceton is opgelost omdat het in zuivere toestand spontaan kan exploderen als het tot meer dan ongeveer 30 atmosfeer wordt samengeperst. De ontledingsreactie verloopt exotherm, zelfs in afwezigheid van lucht of zuurstof. 
Daarnaast wordt het als brandergas gebruikt, onder andere bij een inductief gekoppeld plasma.
De carbidlamp was gebaseerd op de kleinschalige productie van ethyn door water op calciumcarbide te laten druppelen. Ethyn wordt ook bij het carbidschieten geproduceerd, door in een af te sluiten bus carbid, de calciumcarbide, met water in contact te brengen, waarna het gas wordt ontstoken.
Het was tot de jaren zestig een belangrijke grondstof voor de industriële productie van neopreen. Ethyn kan ook worden ingezet als precursor voor bereiding van vinylchloride en acrylonitril. Deze stoffen worden gebruikt bij de vervaardiging van kunststoffen.
Voor bloeminductie bij bromelia's wordt meestal van ethyn gebruikgemaakt.

## Toxicologie en veiligheid
Door de brede explosiegrenzen is ethyn zeer explosiegevaarlijk. Het kan met veel verschillende verbindingen zeer exotherm reageren, onder andere met elektrofiele deeltjes.
Bij autogeen lassen moet de acetyleenslang van een terugslagklep zijn voorzien. Als deze defect is kan er een ontploffing plaatsvinden. Door de drievoudige binding kan acetyleen ook in de fles ontleden, waarbij waterstof en koolstof ontstaat en er veel energie vrijkomt. Het is hierdoor dus veel gevaarlijker dan andere gassen zoals butaan of propaan.